# 光傳媒 (台灣)
《光傳媒》（英語：Photon Media）是一家在海外報導香港新聞的媒體，由前香港《蘋果日報》記者梁嘉麗及《立場新聞》記者在2023年4月創立，以台灣為基地。顧問團隊包括前《南華早報》總編輯Mark Clifford、新聞工作者程翔、前《立場新聞》董事練乙錚、《華盛頓郵報》評論員喬許·羅金、前香港電台脈搏節目主持韋安仕、前《端傳媒》總編輯李志德、前台灣《蘋果日報》論壇版主編郭淑媛、作家林慕蓮、2023年《時代雜誌》年度女性、伊朗記者馬希赫·阿琳娜嘉德等人。

## 外部連結
- 官方网站